# Melocactus smithii
Melocactus smithii ist eine Pflanzenart aus der Gattung Melocactus in der Familie der Kakteengewächse (Cactaceae). Das Artepitheton smithii ehrt den US-amerikanischen Botaniker Albert Charles Smith (1906–1999).

## Beschreibung
Melocactus smithii wächst mit grünen bis gelblich grünen, kugelförmigen bis zylindrischen Trieben, die bei Durchmessern von 13 bis 21 Zentimetern Wuchshöhen von bis zu 20 Zentimeter erreichen. Es sind zwölf bis 16 Rippen vorhanden. Die dunkelbraunen, gelblich oder rötlich braun werdenden Dornen sind weißlich grau übertönt. Der meist einzelne aufwärts gebogene Mitteldorn ist bis zu 5 Zentimeter lang. Die acht bis neun Randdornen sind bis zu 3,2 Zentimeter lang. Das aus Büscheln von locker stehenden bräunlich roten Borsten bestehende Cephalium wird bis zu 18 Zentimeter hoch und weist Durchmesser von 7 bis 9 Zentimeter auf.
Die tief rosafarbenen Blüten sind 2,2 bis 2,6 Zentimeter lang und weisen Durchmesser von 1,1 Zentimeter auf. Sie ragen deutlich aus dem Cephalium heraus. Die an der Spitze violetten und darunter helleren Früchte sind 2 bis 2,5 Zentimeter lang.

## Verbreitung, Systematik und Gefährdung
Melocactus smithii ist im brasilianischen Bundesstaat Roraima sowie im Südwesten des benachbarten Guyana verbreitet.
Die Erstbeschreibung als Cactus smithii erfolgte 1939 durch Edward Johnston Alexander. Gordon Douglas Rowley stellte die Art 1976 in die Gattung Melocactus.
In der Roten Liste gefährdeter Arten der IUCN wird die Art als „Least Concern (LC)“, d. h. als nicht gefährdet geführt.

## Nachweise